# 刘殷 (大昌公)
刘殷（3世纪?—312年），字长盛，晋朝新兴人。五胡十六国时代汉赵大臣。

## 生平
刘殷年幼时失去父母，家境贫寒，因赡养曾祖母以孝著称，别人送他粮食布帛，刘殷接受却不道谢，说：“等我富贵了一定酬谢。”刘殷长大后，学识渊博，精通经史典籍，性情卓越，胸怀大志，节俭不粗陋，清高不孤僻，使人见到他感到恭顺而不能侵犯。301年，司马颙征召刘殷担任军咨祭酒。
310年七月初九，汉国皇帝刘渊卧病不起，以光禄大夫刘殷为左仆射。311年正月廿二日，汉国皇帝刘聪打算纳娶太保刘殷的女儿，太弟刘乂劝谏。刘聪询问太宰刘延年、太傅刘景，二人说：“太保刘殷自称是周代刘康公的后代，与陛下不是一个族源，娶她有什么妨害？”刘聪很高兴，封刘殷的两个女儿刘英、刘娥为左、右贵嫔，位在昭仪之上。又纳娶刘殷的四个孙女都当作贵人，地位低于贵妃。这样六刘所受的宠爱占满后宫，刘聪很少再出门到外面，政事都由宦官中黄门传达。
312年，中军大将军王彰劝谏刘聪，王彰被囚禁起来。太弟刘义，单于刘粲、太宰刘延年、太保刘殷等公卿大臣列侯一百多人，都请求赦免王彰，刘聪下令每人赐百匹布帛，提升王彰为骠骑将军，封定襄郡公。六月，大昌文献公刘殷去世。
刘殷当丞相，从不冒犯皇帝违反圣旨，但经常为具体的事进宫规劝，对刘聪补益很多。刘聪每次和大臣们议事，刘殷不表态，等大臣们离开，刘殷单独留下，为刘聪对所议铺陈发挥再理出头绪，商讨事宜，刘聪从没不采纳他的建议的时候。刘殷历任侍中、太保、录尚书等职，剑履上殿、入朝不趋、乘车入宫等特权。刘殷在公卿大臣中谦恭有礼，以长寿善终。
根据晋书记载，刘殷于永嘉之乱被汉军俘虏，并被刘聪看重认命，资治通鉴中亦没有刘殷在永嘉之乱以前在汉赵的记载。另外蔡东藩（民國）在其所著的晋史演义的人物点评中，也写刘殷是永嘉之乱之后到汉赵的。(属永嘉之乱，没于刘聪。聪奇其才而擢任之，累至侍中、太保、录尚书事。竟以寿终。)因此我认为上一位编辑者对刘殷被刘渊任命的说法并不正确，两种说法都留在这供后人评说。——《晉書》這段“永嘉之亂，沒于劉聰”，應該理解為在那段紛亂的歷史事件前後，並不特指永嘉五年（311年）；且《晉書》在這段話之前記載“轉拜新興太守”，屬地為今山西忻州，正是漢趙的治下。304年刘渊割據稱漢，308年（永嘉二年）据有今山西全境並稱帝——料想最遲至308年，彼時劉殷大概已經從逆，並受到劉淵的賞識，所以才有310年劉淵臨終任命劉殷為左僕射。

## 延伸阅读
[在维基数据编辑]
 《晉書·卷088》，出自房玄齡《晉書》